# Hel·landita-(Y)
La hel·landita-(Y) és un mineral de la classe dels silicats, que pertany al grup de la hel·landita. Rep el nom en honor d'Amund Theodor Helland [11 d'octubre de 1846 - 15 de novembre de 1918), professor de geologia i geografia a la Royal Frederick University.

## Característiques
La hel·landita-(Y) és un silicat de fórmula química (Ca,REE)₄Y₂Al◻₂(B₄Si₄O22) (OH)₂. Cristal·litza en el sistema monoclínic. La seva duresa a l'escala de Mohs és 5,5.
Segons la classificació de Nickel-Strunz, la hel·landita-(Y) pertany a «09.DK - Inosilicats amb 5 cadenes senzilles periòdiques» juntament amb els següents minerals: babingtonita, litiomarsturita, manganbabingtonita, marsturita, nambulita, natronambulita, rodonita, escandiobabingtonita, fowlerita, santaclaraïta, saneroïta, tadzhikita-(Ce), mottanaita-(Ce), ciprianiïta i hellandita-(Ce).

## Formació i jaciments
Aquesta espècie ha estat descrita a partir de mostres obtingudes en cinc indrets: la mina del llac Mattagami, al Nord-du-Québec (Quebec, Canadà), la mina Evans-Lou, a Outaouais (Quebec, Canadà), la pegmatita Quyang, a Baoding (Hebei, República Popular de la Xina), la localitat de Tawara, a Nakatsugawa (Prefectura de Gifu, Japó), i la pedrera Lindvikskollen quarry, a Kragerø (Telemark, Noruega).